# DDR-Fußballmeisterschaft der Schüler 1968
Die DDR-Fußballmeisterschaft der Schüler 1968 war die 1. Auflage dieses Wettbewerbes, der vom Jugendausschuss der Sektion Fußball (DDR) durchgeführt wurde. In den vorherigen acht Spielzeiten galt der Sieger des Pionierpokals als inoffizieller Meister im Schülerbereich. Der Wettbewerb begann am 8. Juni 1968 mit der Vorrunde und endete am 30. Juni 1968 mit dem Titelgewinn des FC Rot-Weiß Erfurt, nach einem 2:1 im Finale gegen den 1. FC Lokomotive Leipzig.

## Teilnehmende Mannschaften
An der DDR-Fußballmeisterschaft der Schüler (C-Jugend) für die Altersklasse (AK) 12–14 nahmen neben dem letztjährigen Pionierpokalsieger, die Bezirksmeister der 14 Bezirke auf dem Gebiet der DDR sowie der Meister aus Ost-Berlin teil. Spielberechtigt waren Spieler bis zum 14. Lebensjahr (Stichtag: 1. September 1953).
Folgende Mannschaften qualifizierten sich für die DDR-Fußballmeisterschaft der Schüler:
| - Bezirk Rostock TSG Wismar - Bezirk Schwerin BSG Lokomotive Bützow - Bezirk Neubrandenburg SG Dynamo Pasewalk-Nord - Bezirk Potsdam BSG Motor Hennigsdorf - Ost-Berlin FC Vorwärts Berlin | - Bezirk Frankfurt (Oder) BSG Stahl Eisenhüttenstadt - Bezirk Magdeburg 1. FC Magdeburg - Bezirk Halle HFC Chemie - Bezirk Leipzig 1. FC Lokomotive Leipzig - Bezirk Cottbus BSG Aktivist Schipkau | - Bezirk Dresden BSG Stahl Riesa - Bezirk Karl-Marx-Stadt FC Karl-Marx-Stadt - Bezirk Erfurt FC Rot-Weiß Erfurt - Bezirk Gera FC Carl Zeiss Jena - Bezirk Suhl BSG Stahl Bad Salzungen |
| F.C. Hansa Rostock (letztjähriger Pionierpokalsieger) | | |

## Modus
In der Vorrunde wurden die Teilnehmer in vier Gruppen zu je vier Mannschaften weitestgehend nach geographischen Gesichtspunkten eingeteilt. In jeder Gruppe wurde an zwei aufeinanderfolgenden Tagen in einer einfachen Runde nach dem Modus „Jeder gegen Jeden“ die acht Teilnehmer für die Zwischenrunde ermittelt. In dieser wurden anschließend in zwei Gruppen die vier Teilnehmer für die Endrunde in Halberstadt ausgespielt.

## Vorrunde

### Gruppe I
Die Spiele der Gruppe I wurden am 8. und 9. Juni 1968 in Wittenberge ausgetragen.
| Pl. | Mannschaft              | Sp. | S | U | N | Tore    | Diff. | Punkte |
| --- | ----------------------- | --- | - | - | - | ------- | ----- | ------ |
| 1.  | TSG Wismar              | 3   | 2 | 1 | 0 | 008:200 | +6    | 05:10  |
| 2.  | BSG Lokomotive Bützow   | 3   | 2 | 0 | 1 | 004:400 | ±0    | 04:20  |
| 3.  | SG Dynamo Pasewalk-Nord | 3   | 0 | 2 | 1 | 004:500 | −1    | 02:40  |
| 4.  | 1. FC Magdeburg         | 3   | 0 | 1 | 2 | 003:800 | −5    | 01:50  |

|                         | Ergebnis |                         |
| ----------------------- | -------- | ----------------------- |
| TSG Wismar              | 3:0      | BSG Lokomotive Bützow   |
| SG Dynamo Pasewalk-Nord | 2:2      | 1. FC Magdeburg         |
| TSG Wismar              | 4:1      | 1. FC Magdeburg         |
| BSG Lokomotive Bützow   | 2:1      | SG Dynamo Pasewalk-Nord |
| TSG Wismar              | 1:1      | SG Dynamo Pasewalk-Nord |
| BSG Lokomotive Bützow   | 2:0      | 1. FC Magdeburg         |

### Gruppe II
Die Spiele der Gruppe II wurden am 8. und 9. Juni 1968 in Brandenburg ausgetragen.
| Pl. | Mannschaft                 | Sp. | S | U | N | Tore    | Diff. | Punkte |
| --- | -------------------------- | --- | - | - | - | ------- | ----- | ------ |
| 1.  | F.C. Hansa Rostock         | 3   | 2 | 1 | 0 | 009:300 | +6    | 05:10  |
| 2.  | BSG Stahl Eisenhüttenstadt | 3   | 2 | 0 | 1 | 006:600 | ±0    | 04:20  |
| 3.  | FC Vorwärts Berlin         | 3   | 1 | 1 | 1 | 007:300 | +4    | 03:30  |
| 4.  | BSG Motor Hennigsdorf      | 3   | 0 | 0 | 3 | 002:120 | −10   | 0:60   |

|                       | Ergebnis |                            |
| --------------------- | -------- | -------------------------- |
| F.C. Hansa Rostock    | 1:1      | FC Vorwärts Berlin         |
| BSG Motor Hennigsdorf | 1:3      | BSG Stahl Eisenhüttenstadt |
| F.C. Hansa Rostock    | 4:1      | BSG Stahl Eisenhüttenstadt |
| FC Vorwärts Berlin    | 5:0      | BSG Motor Hennigsdorf      |
| F.C. Hansa Rostock    | 4:1      | BSG Motor Hennigsdorf      |
| FC Vorwärts Berlin    | 1:2      | BSG Stahl Eisenhüttenstadt |

### Gruppe III
Die Spiele der Gruppe III wurden am 8. und 9. Juni 1968 in Limbach-Oberfrohna ausgetragen.
| Pl. | Mannschaft               | Sp. | S | U | N | Tore    | Diff. | Punkte |
| --- | ------------------------ | --- | - | - | - | ------- | ----- | ------ |
| 1.  | 1. FC Lokomotive Leipzig | 3   | 3 | 0 | 0 | 009:000 | +9    | 06:0   |
| 2.  | FC Karl-Marx-Stadt       | 3   | 2 | 0 | 1 | 003:200 | +1    | 04:20  |
| 3.  | BSG Stahl Riesa          | 3   | 1 | 0 | 2 | 007:500 | +2    | 02:40  |
| 4.  | BSG Aktivist Schipkau    | 3   | 0 | 0 | 3 | 000:120 | −12   | 0:60   |

|                          | Ergebnis |                       |
| ------------------------ | -------- | --------------------- |
| 1. FC Lokomotive Leipzig | 5:0      | BSG Aktivist Schipkau |
| FC Karl-Marx-Stadt       | 2:1      | BSG Stahl Riesa       |
| 1. FC Lokomotive Leipzig | 3:0      | BSG Stahl Riesa       |
| BSG Aktivist Schipkau    | 0:1      | FC Karl-Marx-Stadt    |
| 1. FC Lokomotive Leipzig | 1:0      | FC Karl-Marx-Stadt    |
| BSG Aktivist Schipkau    | 0:6      | BSG Stahl Riesa       |

### Gruppe IV
Die Spiele der Gruppe IV wurden am 8. und 9. Juni 1968 in Schwarza ausgetragen.
| Pl. | Mannschaft              | Sp. | S | U | N | Tore    | Diff. | Punkte |
| --- | ----------------------- | --- | - | - | - | ------- | ----- | ------ |
| 1.  | FC Rot-Weiß Erfurt      | 3   | 2 | 1 | 0 | 009:200 | +7    | 05:10  |
| 2.  | HFC Chemie              | 3   | 2 | 0 | 1 | 011:500 | +6    | 04:20  |
| 3.  | BSG Stahl Bad Salzungen | 3   | 1 | 0 | 2 | 003:130 | −10   | 02:40  |
| 4.  | FC Carl Zeiss Jena      | 3   | 0 | 1 | 2 | 000:300 | −3    | 01:50  |

|                    | Ergebnis |                         |
| ------------------ | -------- | ----------------------- |
| FC Rot-Weiß Erfurt | 3:2      | HFC Chemie              |
| FC Carl Zeiss Jena | 0:1      | BSG Stahl Bad Salzungen |
| FC Rot-Weiß Erfurt | 6:0      | BSG Stahl Bad Salzungen |
| HFC Chemie         | 2:0      | FC Carl Zeiss Jena      |
| FC Rot-Weiß Erfurt | 0:0      | FC Carl Zeiss Jena      |
| HFC Chemie         | 7:2      | BSG Stahl Bad Salzungen |

## Zwischenrunde
In der Zwischenrunde ermittelten die vier Gruppensieger und Zweitplatzierten der Vorrunde in zwei Gruppen die Teilnehmer für die Endrunde.

### Gruppe Nord
Die Spiele der Gruppe Nord wurden am 15. und 16. Juni 1968 in Rostock ausgetragen.
| Pl. | Mannschaft                 | Sp. | S | U | N | Tore    | Diff. | Punkte |
| --- | -------------------------- | --- | - | - | - | ------- | ----- | ------ |
| 1.  | F.C. Hansa Rostock         | 3   | 2 | 1 | 0 | 009:200 | +7    | 05:10  |
| 2.  | BSG Stahl Eisenhüttenstadt | 3   | 2 | 1 | 0 | 008:400 | +4    | 05:10  |
| 3.  | BSG Lokomotive Bützow      | 3   | 1 | 0 | 2 | 004:600 | −2    | 02:40  |
| 4.  | TSG Wismar                 | 3   | 0 | 0 | 3 | 002:110 | −9    | 0:60   |

|                            | Ergebnis |                            |
| -------------------------- | -------- | -------------------------- |
| BSG Lokomotive Bützow      | 0:3      | F.C. Hansa Rostock         |
| BSG Stahl Eisenhüttenstadt | 4:1      | TSG Wismar                 |
| F.C. Hansa Rostock         | 1:1      | BSG Stahl Eisenhüttenstadt |
| TSG Wismar                 | 0:2      | BSG Lokomotive Bützow      |
| BSG Lokomotive Bützow      | 2:3      | BSG Stahl Eisenhüttenstadt |
| F.C. Hansa Rostock         | 5:1      | TSG Wismar                 |

### Gruppe Süd
Die Spiele der Gruppe Süd wurden am 15. und 16. Juni 1968 in Leipzig ausgetragen.
| Pl. | Mannschaft               | Sp. | S | U | N | Tore    | Diff. | Punkte |
| --- | ------------------------ | --- | - | - | - | ------- | ----- | ------ |
| 1.  | FC Rot-Weiß Erfurt       | 3   | 2 | 1 | 0 | 007:000 | +7    | 05:10  |
| 2.  | 1. FC Lokomotive Leipzig | 3   | 1 | 2 | 0 | 002:000 | +2    | 04:20  |
| 3.  | HFC Chemie               | 3   | 1 | 1 | 1 | 003:400 | −1    | 03:30  |
| 4.  | FC Karl-Marx-Stadt       | 3   | 0 | 0 | 3 | 001:900 | −8    | 0:60   |

|                          | Ergebnis |                          |
| ------------------------ | -------- | ------------------------ |
| 1. FC Lokomotive Leipzig | 2:0      | FC Karl-Marx-Stadt       |
| FC Rot-Weiß Erfurt       | 3:0      | HFC Chemie               |
| FC Karl-Marx-Stadt       | 0:4      | FC Rot-Weiß Erfurt       |
| HFC Chemie               | 0:0      | 1. FC Lokomotive Leipzig |
| 1. FC Lokomotive Leipzig | 0:0      | FC Rot-Weiß Erfurt       |
| FC Karl-Marx-Stadt       | 1:3      | HFC Chemie               |

## Endrunde
Die Endrunde fand vom 29. bis 30. Juni 1968 in Halberstadt (Bezirk Magdeburg) statt.

### Halbfinale
| Datum            |                    | Ergebnis |                            |
| ---------------- | ------------------ | -------- | -------------------------- |
| Sa 29. Juni 1968 | F.C. Hansa Rostock | 1:3      | 1. FC Lokomotive Leipzig   |
| Sa 29. Juni 1968 | FC Rot-Weiß Erfurt | 2:0      | BSG Stahl Eisenhüttenstadt |

### Spiel um Platz 3
| Datum            |                    | Ergebnis |                            |
| ---------------- | ------------------ | -------- | -------------------------- |
| So 30. Juni 1968 | F.C. Hansa Rostock | 1:0      | BSG Stahl Eisenhüttenstadt |

### Finale
| Paarung                  | 1. FC Lokomotive Leipzig – FC Rot-Weiß Erfurt |
| Ergebnis                 | 1:2 (0:1) |
| Datum                    | Sonntag, 30. Juni 1968 um 11:00 Uhr |
| Stadion                  | Friedensstadion, Halberstadt |
| Schiedsrichter           | Alfred Hübner (Babelsberg) |
| Tore                     | 0:1 J. Klein (29.) 0:2 Garthoff (43.) 1:2 Breternitz (49.) |
| 1. FC Lokomotive Leipzig | Kaiser – Schwiersch, Ulbricht, Rainer Faulian, Tosch – Welk, Karl-Heinz Herrmann – Harald Breternitz, Fleischer, Herzog, Blasus Cheftrainer: Wolfgang Hartmann                                |
| FC Rot-Weiß Erfurt       | Witter – Bärschneider, Joachim Gabel , Volkmar Frey, Georg Stallnig – Renke, Guntram Brüheim – Josef Klein, Wolfgang Klein, Rüdiger Schnuphase, Lutz Garthoff Cheftrainer: Siegfried Vollrath |